# Mesocibota
Mesocibota is een geslacht van tweekleppigen uit de  familie van de Arcidae (arkschelpen).

## Soorten
- Mesocibota allocostata (Oliver & Cosel, 1993)
- Mesocibota bistrigata (Dunker, 1866)
- Mesocibota signata (Dunker, 1868)